# オーウェン・ロイズマン
オーウェン・ロイズマン（Owen Roizman, 1936年9月22日 - 2023年1月6日）は、アメリカ合衆国の撮影監督。ニューヨーク市ブルックリン出身。

## 来歴
父親の Sol Roizman も撮影監督であった。ペンシルベニア州の大学で学んだ後、テレビコマーシャルの撮影の仕事に就く。
1970年、ビル・ガンが監督した『Stop』により映画の撮影監督としてデビュー。1971年の『フレンチ・コネクション』により撮影賞にノミネートされる。計5回、撮影賞にノミネートされた。受賞はしなかったが、2017年、第90回アカデミー賞において、アカデミー名誉賞を受賞した。
2023年1月6日、自宅で死去。86歳没。

## 主な作品
- フレンチ・コネクション The French Connection (1971)
- The Gang That Couldn't Shoot Straight (1971)
- ボギー!俺も男だ Play It Again, Sam (1972)
- ふたり自身 The Heartbreak Kid (1972)
- エクソシスト The Exorcist (1973)
- サブウェイ・パニック The Taking of Pelham One Two Three (1974)
- ステップフォード・ワイフ The Stepford Wives (1975)
- コンドル Three Days of the Condor (1975)
- ネットワーク Network (1976)
- サージャント・ペッパー Sgt. Pepper's Lonely Hearts Club Band (1978)
- 出逢い The Electric Horseman (1979)
- 告白 True Confessions (1981)
- スクープ 悪意の不在 Absence of Malice (1981)
- タップス Taps (1981)
- トッツィー Tootsie (1982)
- ビジョン・クエスト/青春の賭け Vision Quest (1985)
- 殺したいほどアイ・ラブ・ユー I Love You to Death (1990)
- ハバナ Havana (1990)
- アダムス・ファミリー The Addams Family (1991)
- わが街 Grand Canyon (1991)
- ワイアット・アープ Wyatt Earp (1994)
- フレンチ・キス French Kiss (1995)

## 受賞とノミネート
| 年     | 作品                                | 賞                     | 結果       |
| ------ | ----------------------------------- | ---------------------- | ---------- |
| 1972年 | 第44回アカデミー賞                  | フレンチ・コネクション | ノミネート |
| 1973年 | プライムタイム・エミー賞            | Liza with a Z          | ノミネート |
| 1974年 | 第46回アカデミー賞                  | エクソシスト           | ノミネート |
| 1977年 | 第49回アカデミー賞                  | ネットワーク           | ノミネート |
| 1983年 | 第55回アカデミー賞                  | トッツィー             | ノミネート |
| 1995年 | 第67回アカデミー賞                  | ワイアット・アープ     | ノミネート |
| 1995年 | 全米撮影監督協会 撮影賞             | ワイアット・アープ     | ノミネート |
| 1997年 | 全米撮影監督協会 生涯業績賞         |                        | 受賞       |
| 2000年 | パームスプリングス国際映画祭 業績賞 |                        | 受賞       |
| 2017年 | 第90回アカデミー賞 名誉賞           |                        | 受賞       |